# Coming Soon (film 1982)
Coming Soon è un documentario del 1982 diretto da John Landis.

## Produzione
Il film è stato prodotto dalla Universal. Montando i trailer di vecchi film horror e thriller della casa di produzione, il regista crea il proprio contributo come omaggio al suo genere preferito. La voce narrante è di Jamie Lee Curtis.